# Púrpura pós-transfusional

Púrpura pós-transfusional

A púrpura pós-transfusional (PTP, em inglês: post-transfusion purpura) é uma reação adversa tardia a uma transfusão de sangue ou transfusão de plaquetas que ocorre quando o corpo produziu aloanticorpos para os antígenos de plaquetas transfundidos alogênicos. Esses aloanticorpos destroem as plaquetas do paciente, levando à trombocitopenia, um rápido declínio na contagem de plaquetas. A PTP geralmente se apresenta de 5 a 12 dias após a transfusão e é uma condição potencialmente fatal em casos raros. Cerca de 85% dos casos ocorrem em mulheres.

## Mecanismo
A PTP é rara, mas geralmente ocorre em mulheres que tiveram gestações múltiplas ou em pessoas que passaram por transfusões anteriores. O mecanismo preciso que leva a PTP é desconhecido, mas ocorre mais comumente em indivíduos cujas plaquetas não possuem o antígeno HPA-1a (nome antigo: PLA1). O paciente desenvolve anticorpos contra o antígeno HPA-1a, levando à destruição das plaquetas. Em alguns casos, HPA-5b também foi implicado. Não está claro por que os aloanticorpos atacam as próprias plaquetas do paciente, bem como quaisquer plaquetas alogênicas do doador aleatório transfundidas. A explicação provável para isso é que as plaquetas do receptor adquirem o fenótipo da plaqueta do doador pela ligação dos antígenos solúveis do doador às plaquetas do receptor.

## Tratamento
Os sintomas geralmente são súbitos e autolimitados, geralmente remitindo em duas semanas. A terapia com IVIG é o tratamento primário.